# Gare de Pertuis
La gare de Pertuis est une gare ferroviaire française des lignes de Lyon-Perrache à Marseille-Saint-Charles (via Grenoble) et de Cheval-Blanc à Pertuis, située sur le territoire de la commune de Pertuis dans le département de Vaucluse, en région Provence-Alpes-Côte d'Azur.
C'est une gare de la Société nationale des chemins de fer français (SNCF) du réseau TER PACA desservie par des trains régionaux.

## Situation ferroviaire
Gare de bifurcation, elle est située au point kilométrique (PK) 375,734 de la ligne de Lyon-Perrache à Marseille-Saint-Charles (via Grenoble) et au PK 76,833 de la ligne de Cheval-Blanc à Pertuis seulement ouverte au trafic fret. Son altitude est de 195 m.
Le raccordement de Pertuis permet aux trains en provenance de la direction de Lyon de poursuivre vers celle de Marseille et vice-versa, sans desservir Pertuis, en évitant ainsi un rebroussement.

## Histoire
Les premières études concernant les tracés de la ligne de chemin de fer entreprises par la Compagnie des chemins de fer de Paris à Lyon et à la Méditerranée (PLM) datent de 1857, c'est le tracé dès Cavaillon par le rive droite de la Durance qui est retenu. À Pertuis, l'affichage de la liste des expropriations a lieu en février 1868, et c'est à la fin de l'année 1869 qu'est définitivement fixé l'emplacement de la gare et de ses diverses infrastructures. Il est prévu une « grande gare », avec : un bâtiment voyageurs de première classe, un buffet, un quai pour les chaises de poste, 30 mètres de quai couverts et 60 mètres découverts, une remise à voitures, et une rotonde pour 24 locomotives, avec quai à charbon et bureaux. La compagnie du PLM, prévoit également l'alimentation en eau de la gare, elle doit acheter la source de l'Espigon à monsieur Arnaud et installer une canalisation entre la source et la gare.
Les étapes de la mise en service du chemin de fer à Pertuis furent :
- 15 mai 1872, ouverture de la section de ligne entre Meyrargues et Pertuis de la ligne Pertuis- Aix-en-Provence.
- 8 juillet 1872, ouverture de la section de ligne entre Pertuis et Volx de la ligne Avignon -Gap.
- 25 novembre 1872, ouverture de la section de ligne entre Pertuis et Cavaillon de la ligne Avignon -Gap.

Le type de bâtiment voyageurs est le style standard PLM Sud 7 portes monocorps avec station de 1re classe assez rare.
La gare de Pertuis était un cul-de-sac pour la ligne des Alpes et les locomotives étaient obligés d'effectuer un demi-tour sur la rotonde. Pour permettre aux voyageurs de patienter une buvette et un buffet ont été ouverts.
La circulation des trains fut importante avec une pointe lors de l'été de 1928 avec 26 mouvements par jour.
En 1940, vu que l'activité déclinait, la SNCF réduisant ses services sur les lignes à faible trafic, la desserte des voyageurs est reportée sur route, entre Cheval-Blanc et Pertuis.
Dans les années 1950, un raccordement direct entre les gares de Mirabeau et Meyrargues est mis en service. Une navette assure la correspondance des passagers entre Meyrargues et pertuis avec un locotracteur Y 7100 tractant une voiture et un fourgon.
En 1975 la navette Pertuis – Meyrargues a été supprimée. Il n'y a plus de trains de voyageurs à Pertuis. Seul reste un guichet ouvert pour les renseignements, la vente des billets et le service colis.
Le 3 septembre 2001, la ligne Pertuis – Meyrargues et la gare de Pertuis sont rouverts.
Le 10 décembre 2017, l'activité ferroviaire est à nouveau interrompue entre Pertuis et Meyrargues, en raison de travaux devant durer jusqu'à l'été 2021 ; cependant, le bâtiment voyageurs reste ouvert. Le 12 décembre 2021, la desserte TER est rétablie sur ce tronçon.

## Service des voyageurs

### Accueil

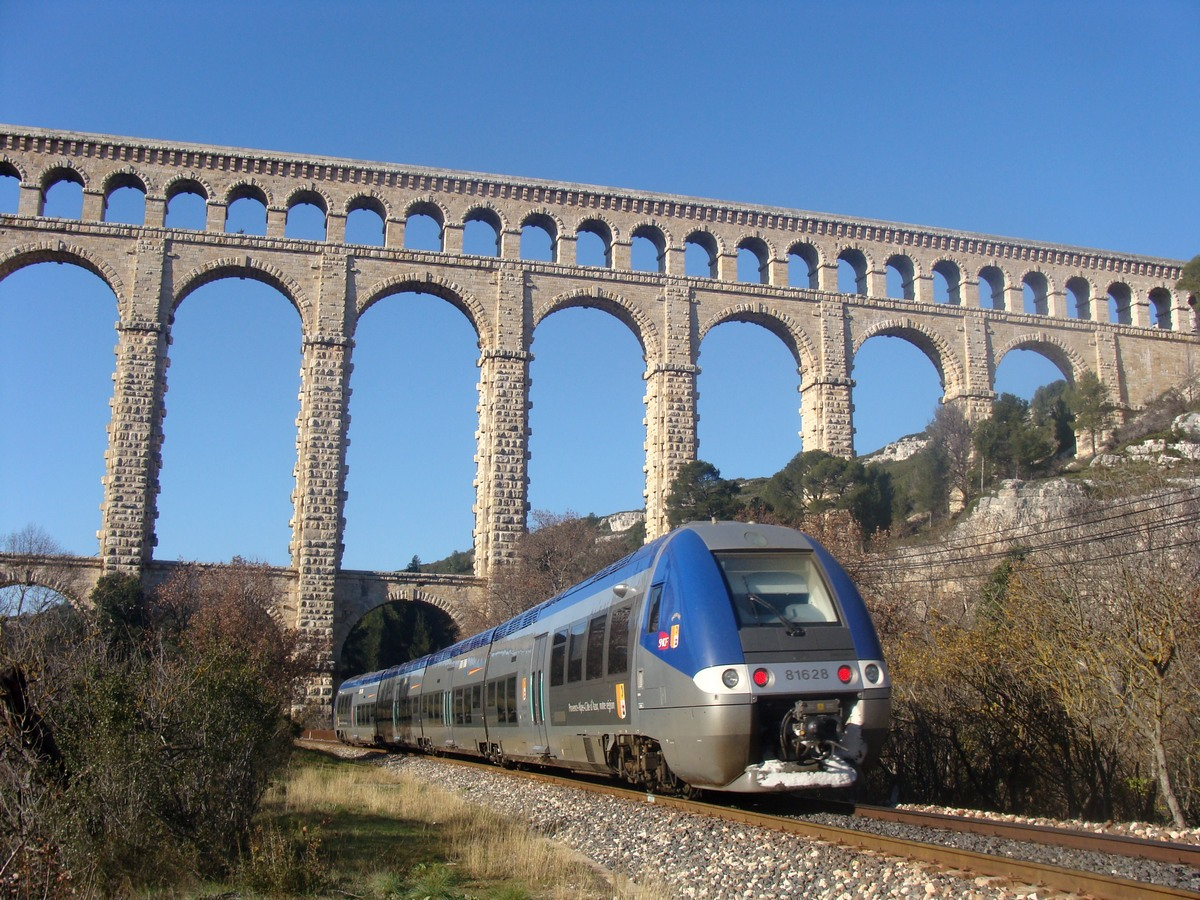
B 81628 passant sous l'aqueduc de Roquefavour

Gare SNCF, elle dispose d'un bâtiment voyageurs, avec guichet anciennement ouvert le lundi, jeudi et vendredi et jours fériés de 10 h à 15 h 40. La fermeture du guichet est maintenant effective depuis le 31 août 2023
Elle dispose d'un automate présent sur la voie E pour l'achat de titres de transport TER.

### Desserte
Pertuis est desservie par les trains TER PACA de la ligne 12 : Marseille-Aix en Provence-Pertuis. Le matériel roulant utilisé est X 76500, B 81500, B 82500, B 84500

### Intermodalité
Un parc pour les vélos et un parking pour les véhicules y sont aménagés. La gare est desservie par des bus et cars du réseau des Transports en commun dans la région de Pertuis.

## Galerie de photographies

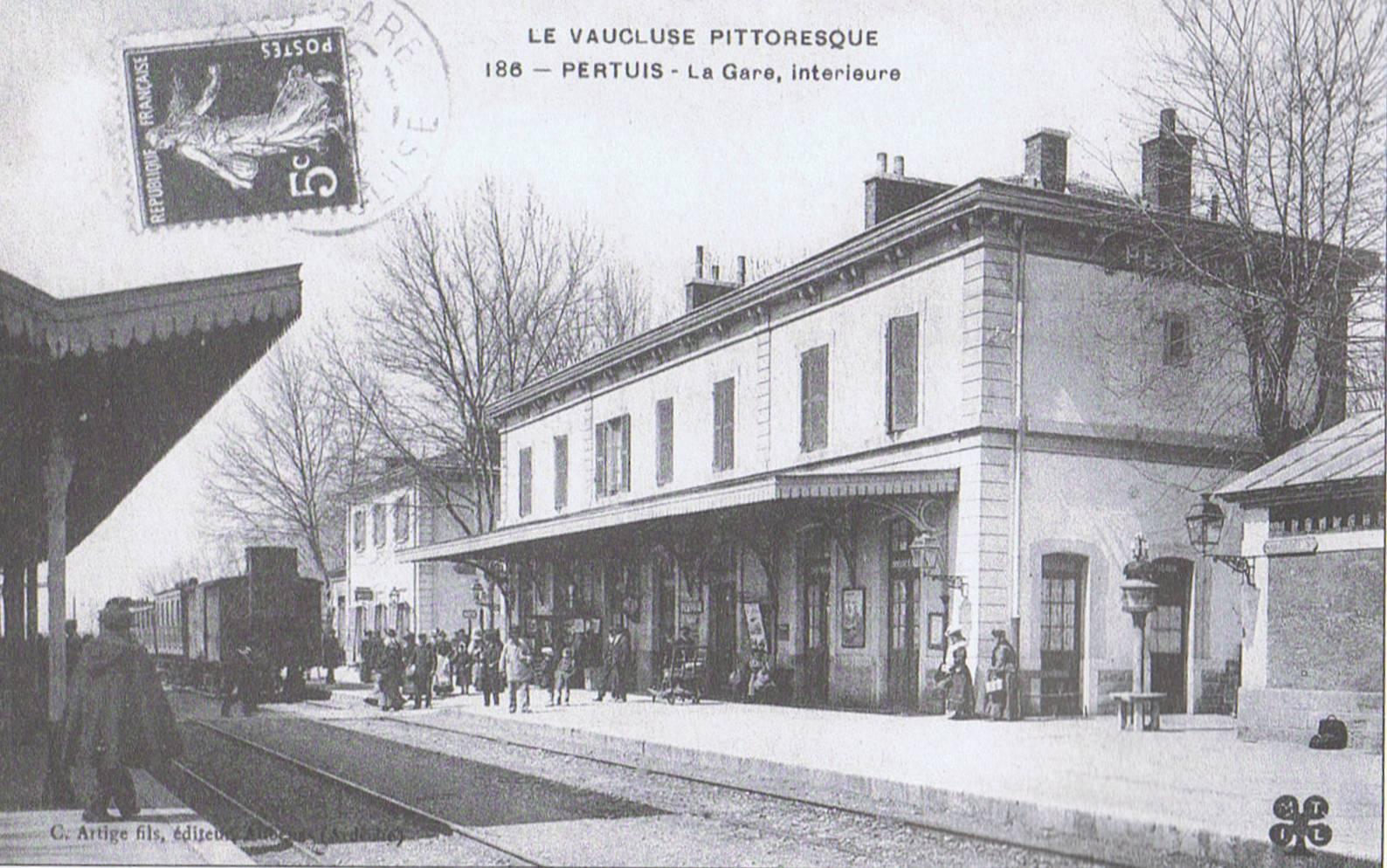
Gare été 1928
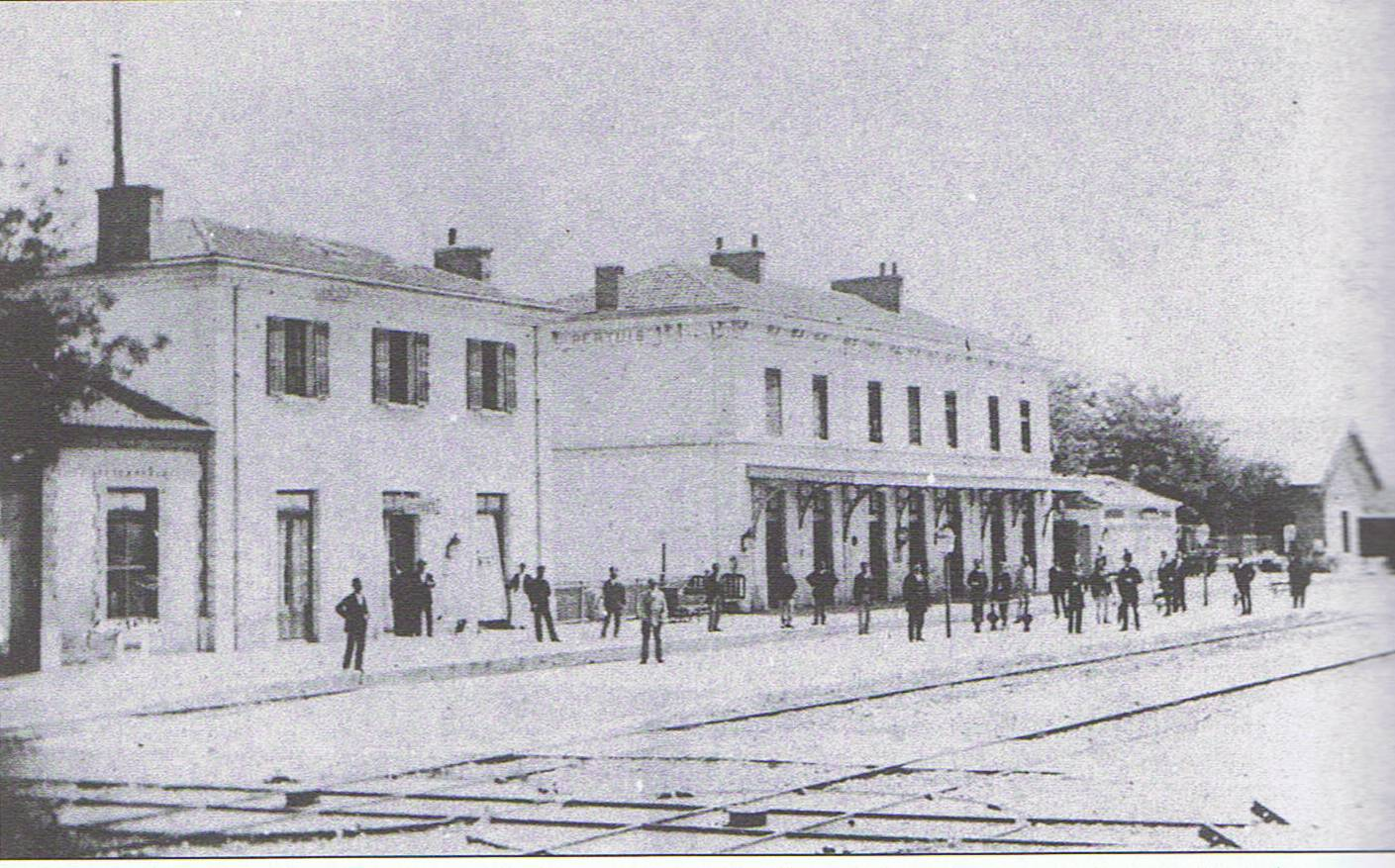
1940
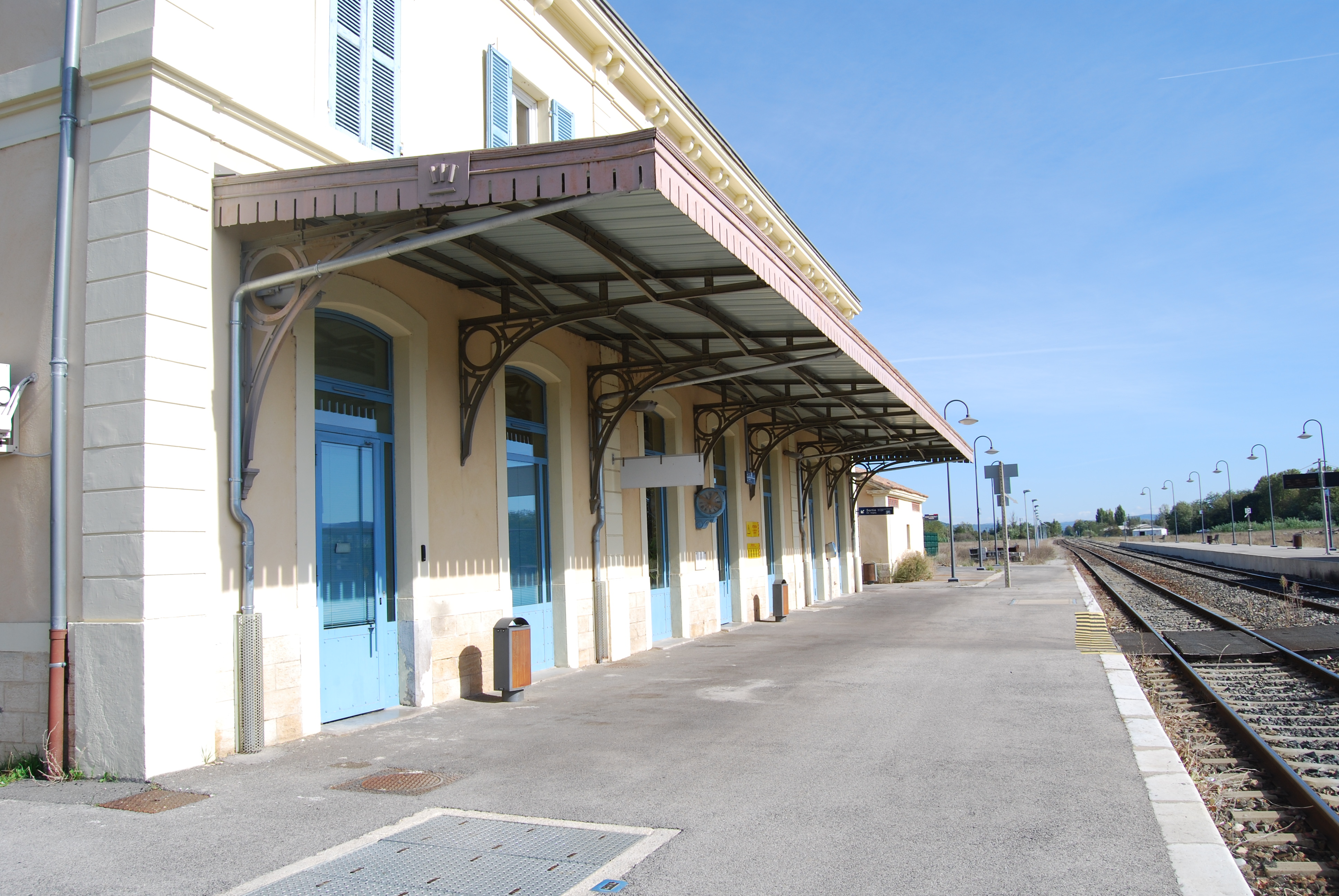
octobre 2009
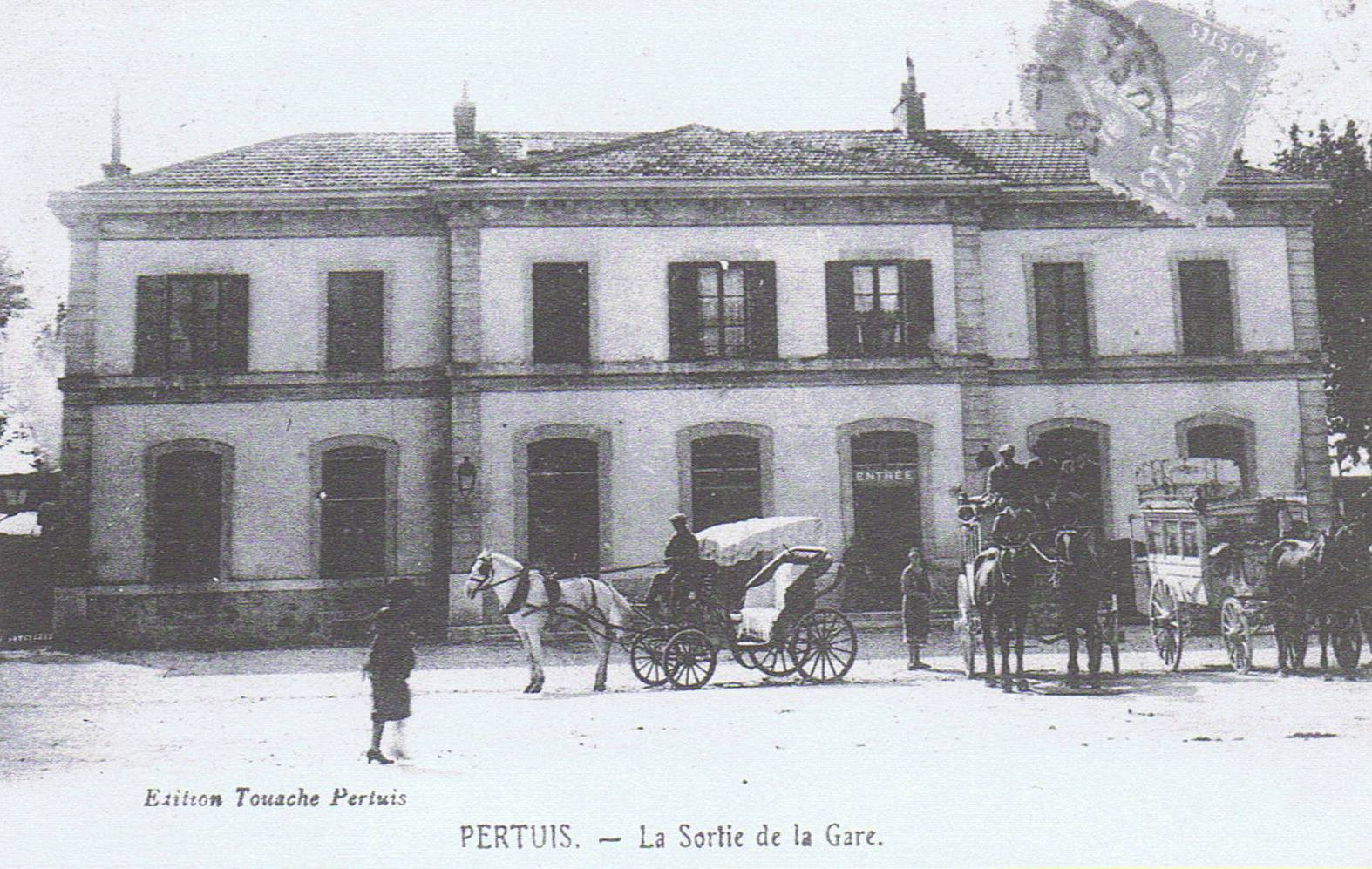
Sortie de la gare 1932
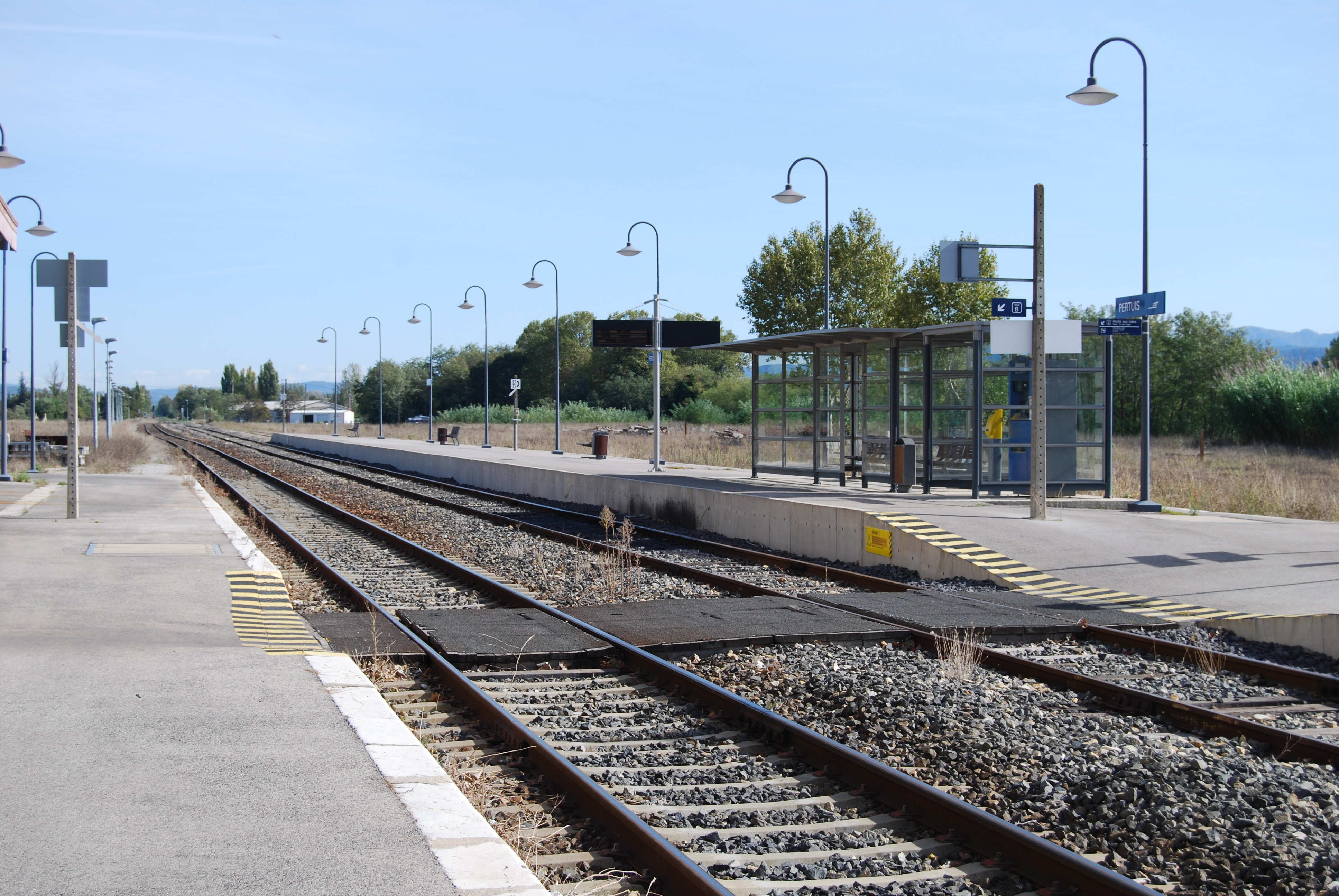
voies et quai sud, octobre 2009